# Gara Gara Go!
Gara Gara Go!! (ガラガラ GO!!?)  è un brano musicale della boy band sudcoreana Big Bang, pubblicata come secondo singolo giapponese dalla YG Entertainment l'8 luglio 2009. Il brano ha venduto 30 829 copie.

## Tracce
CD singolo
1. Gara Gara Go!! (ガラガラ GO!!?) – 3:20
2. Top of the World – 3:02
3. Stylish – 3:07

## Classifiche
| Classifica (2010)           | Posizione più alta |
| --------------------------- | ------------------ |
| Oricon weekly singles       | 5                  |
| Circle Chart weekly singles | 21                 |